# The Flag Of Punishment
『The Flag Of Punishment』（ザ・フラッグ・オブ・パニッシュメント）は、GALNERYUSの1枚目のオリジナル・アルバム。

## 概要
GALNERYUSのメジャーデビューアルバム。
自主制作シングル『UNITED FLAG』、インディーズシングル『REBEL FLAG』よりカップリング含む全5曲は、本作に収録するにあたり、再録音された。なお、この時のメンバー（ボーカル、ベーシスト除く）が、現在までのGALNERYUSの原形となる。
ジャケットは天野喜孝が手がけた。

## 収録曲
| #         | タイトル                          | 作詞           | 作曲      | 時間  |
| --------- | --------------------------------- | -------------- | --------- | ----- |
| 1.        | 「Meditation for the saga」       | Syu            | Syu       | 1:48  |
| 2.        | 「Struggle for the freedom flag」 | YAMA-B         | Syu       | 5:38  |
| 3.        | 「Beyond of the ground」          | YAMA-B         | YAMA-B    | 3:53  |
| 4.        | 「In the delight」                | YAMA-B         | Syu       | 4:55  |
| 5.        | 「Rebel flag」                    | YAMA-B         | Syu       | 4:25  |
| 6.        | 「Requiem」                       | (instrumental) | Syu       | 5:16  |
| 7.        | 「Holding the broken wings」      | YAMA-B         | Syu       | 6:57  |
| 8.        | 「Child of free」                 | YAMA-B         | Syu       | 4:41  |
| 9.        | 「Final resolution」              | YAMA-B         | Syu       | 5:44  |
| 10.       | 「The garden of the goddess」     | YAMA-B         | Syu       | 6:37  |
| 11.       | 「United flag」                   | YAMA-B         | Syu       | 5:58  |
| 合計時間: | 合計時間:                         | 合計時間:      | 合計時間: | 55:52 |

### 曲解説
1. Meditation for the saga
2. Struggle for the freedom flag
後にベストアルバム『BEST OF THE BRAVING DAYS』に収録された。
3. Beyond of the ground
自主制作シングル『UNITED FLAG』収録曲。
4. In the delight
5. Rebel flag
シングル『REBEL FLAG』収録曲。
ベストアルバム『BEST OF THE BRAVING DAYS』、セルフカバーベスト『THE IRONHEARTED FLAG Vol.1: REGENERATION SIDE』に収録された。
6. Requiem
シングル『REBEL FLAG』収録曲。
インストゥルメンタル曲。
7. Holding the broken wings
セルフカバーベスト『THE IRONHEARTED FLAG Vol.2: REFORMATION SIDE』には、曲名を「WINGS OF MISERY」と改題して収録された。
8. Child of free
9. Final resolution
シングル『REBEL FLAG』収録曲。
ベストアルバム『BEST OF THE BRAVING DAYS』に収録された。
10. The garden of the goddess
11. United flag
自主制作シングル『UNITED FLAG』収録曲。現在までライブではほぼ定番曲として演奏されている。
ベストアルバム『BEST OF THE BRAVING DAYS』、セルフカバーベスト『THE IRONHEARTED FLAG Vol.1: REGENERATION SIDE』に収録された。